# Norðurbjallar
Norðurbjallar är en bergskedja i republiken Island. Den ligger i regionen Suðurland, 110 km öster om huvudstaden Reykjavík.